# 메흐디 칼릴
메흐디 Salim 칼릴(아랍어: مهدي سليم خليل, 1991년 9월 19일 ~)는 레바논의 축구 선수로, 현재 알아헤드에서 뛰고있다. 포지션은 골키퍼이다.